# Championnats d'Amérique du Sud d'athlétisme 2021
Navigation
Édition précédente Édition suivante
Les Championnats d'Amérique du Sud d'athlétisme 2021 (espagnol : Campeonato Sudamericano de Atletismo de 2021), 52e édition, se déroulent du 29 au 31 mai 2021 à Guayaquil, en Équateur, au sein de l'Estadio Modelo Alberto Spencer.

## Résultats

### Hommes
| Épreuves | Or                                                                                           | Argent                                                                        | Bronze                                                                             |
| --- | -------------------------------------------------------------------------------------------- | ----------------------------------------------------------------------------- | ---------------------------------------------------------------------------------- |
| 100 m (Vent : +2,3 m/s) | Felipe Bardi dos Santos 10 s 10                                                              | Emanuel Archibald 10 s 23                                                     | Derick Silva 10 s 35                                                               |
| 200 m (Vent : +1,9 m/s) | Felipe Bardi dos Santos 20 s 49                                                              | Lucas Vilar 20 s 62                                                           | Anderson Marquinez 20 s 63                                                         |
| 400 m | Kelvis Padrino 45 s 82                                                                       | Lucas Carvalho 46 s 31                                                        | Raúl Mena 46 s 58                                                                  |
| 800 m | Thiago André 1 min 45 s 62                                                                   | Jhonatan Rodríguez 1 min 47 s 01                                              | Ryan López 1 min 47 s 78                                                           |
| 1 500 m | Thiago André 3 min 37 s 92                                                                   | Federico Bruno 3 min 38 s 25                                                  | Santiago Catrofe 3 min 38 s 67                                                     |
| 5 000 m | Altobeli da Silva 13 min 51 s 81                                                             | Carlos Díaz 13 min 52 s 63                                                    | Yuri Labra 13 min 55 s 84                                                          |
| 10 000 m | Daniel do Nascimento 29 min 18 s 06                                                          | Nicolás Cuestas 29 min 38 s 72                                                | Martín Cuestas 29 min 47 s 82                                                      |
| 20 000 m marche (piste) | Andrés Chocho 1 h 24 min 18 s 9                                                              | Jhon Alexander Castañeda 1 h 24 min 32 s 0                                    | Jhonatan Amores 1 h 24 min 49 s 1                                                  |
| 110 m haies (Vent : +0,7 m/s) | Rafael Henrique Pereira 13 s 35                                                              | Jhon Chaverra 13 s 53                                                         | Marcos Herrera 13 s 77                                                             |
| 400 m haies | Mahau Suguimati 51 s 25                                                                      | Kevin Mina 51 s 39                                                            | Andrés Silva 51 s 42                                                               |
| 3 000 m steeple | Altobeli da Silva 8 min 34 s 17                                                              | Carlos Andrés San Martín 8 min 34 s 32                                        | Mario Bazán 8 min 36 s 71                                                          |
| 4 × 100 m | Brésil Erik Cardoso Felipe Bardi dos Santos Derick Silva Bruno de Barros 39 s 10             | Colombie Jhonny Rentería Jhon Paredes Carlos Palacios Arnovis Dalmero 39 s 65 | Guyana Jeremy Bascom Emanuel Archibald Akeem Stuart Noelex Holder 40 s 02          |
| 4 × 400 m | Brésil Bruno de Barros Lucas Carvalho João Falcão Cabral Pedro Luiz de Oliveira 3 min 4 s 25 | Colombie Kevin Mina Raúl Mena Nicolás Salinas Fanor Escobar 3 min 8 s 15      | Équateur Edison Acuña Alan Minda Miguel Maldonado Anderson Espinales 3 min 13 s 74 |
| Saut en hauteur | Fernando Ferreira 2,29 m                                                                     | Thiago Moura 2,23 m                                                           | Carlos Layoy 2,17 m                                                                |
| Saut à la perche | Germán Chiaraviglio 5,55 m                                                                   | Dyander Pacho 5,30 m                                                          | Abel Curtinove 5,20 m                                                              |
| Saut en longueur | Arnovis Dalmero 7,94 m (+1,7 m/s)                                                            | Emiliano Lasa 7,94 m (+1,4 m/s)                                               | Alexsandro Melo 7,93 m (+1,2 m/s)                                                  |
| Triple saut | Alexsandro Melo 16,97 m (+1,7 m/s)                                                           | Leodan Torrealba 16,89 m (+2,1 m/s)                                           | Miguel van Assen 16,73 m (+2,5 m/s)                                                |
| Lancer du poids | Welington Morais 19,87 m                                                                     | Nazareno Sasia 19,79 m                                                        | Ignacio Carballo 19,51 m                                                           |
| Lancer du disque | Lucas Nervi 63,18 m                                                                          | Alan de Falchi 61,16 m                                                        | Wellinton da Cruz Filho 59,55 m                                                    |
| Lancer du marteau | Humberto Mansilla 75,83 m                                                                    | Gabriel Kehr 75,18 m                                                          | Joaquín Gómez 71,32 m                                                              |
| Lancer du javelot | Arley Ibargüen 75,62 m                                                                       | Billy López 75,53 m                                                           | Pedro Henrique Rodrigues 73,57 m                                                   |
| Décathlon | Andy Preciado 8 004 pts (CR,NR)                                                              | Felipe dos Santos 7 960 pts                                                   | Georni Jaramillo 7 613 pts                                                         |
| Records et Performances - AR : Record continental (area record) - CR : Record des championnats (championship record) - MR : Record du meeting (meet record) - NR : Record national (national record) - OR : Record olympique (olympic record) - PR : Record paralympique (paralympic record) - PB : Record personnel (personal best) - SB : Meilleure performance personnelle de la saison (season's best) - WL : Meilleure performance mondiale de l'année (world leader) - WJR : Record du monde junior (world junior record) - WR : Record du monde (world record) Circonstances et Conditions - DNF : N'a pas terminé (did not finish) - DNS : N'a pas pris le départ (did not start) - DQ : Disqualification (disqualification) - NM : Aucun essai valable enregistré (No Mark) - Q : Qualifié « directement » au prochain tour (ou à la prochaine compétition), lors d'une compétition majeure, grâce au classement ou à la réalisation des minima (automatic qualifier) - q : Qualifié au prochain tour (ou à la prochaine compétition), lors d'une compétition majeure, grâce au repêchage ou à la réalisation de l'une des meilleures performances parmi celles des « non qualifiés directement » (grâce au meilleur temps ou à la meilleure distance par exemple) (secondary qualifier) |                                                                                              |                                                                               |                                                                                    |

### Femmes
| Épreuves | Or                                                                                                | Argent                                                                                            | Bronze                                                                                          |
| --- | ------------------------------------------------------------------------------------------------- | ------------------------------------------------------------------------------------------------- | ----------------------------------------------------------------------------------------------- |
| 100 m (Vent : +1,0 m/s) | Vitória Cristina Rosa 11 s 31                                                                     | Marizol Landázuri 11 s 39                                                                         | Jasmine Abrams 11 s 50                                                                          |
| 200 m (Vent : +0,8 m/s) | Vitória Cristina Rosa 23 s 10                                                                     | Marizol Landázuri 23 s 35                                                                         | Ana Carolina Azevedo 23 s 87                                                                    |
| 400 m | Tiffani Marinho 52 s 65                                                                           | Angie Melissa Palacios 52 s 86                                                                    | Jennifer Padilla 53 s 03                                                                        |
| 800 m | Déborah Rodríguez 2 min 3 s 38                                                                    | Flávia de Lima 2 min 5 s 00                                                                       | Andrea Foster 2 min 5 s 93                                                                      |
| 1 500 m | Joselyn Brea 4 min 15 s 05                                                                        | María Pía Fernández 4 min 15 s 27                                                                 | Mariana Borelli 4 min 15 s 61                                                                   |
| 5 000 m | Edymar Brea 15 min 47 s 16                                                                        | Florencia Borelli 15 min 47 s 46                                                                  | Joselyn Brea 15 min 48 s 24                                                                     |
| 10 000 m | Edymar Brea 34 min 5 s 25                                                                         | Silvia Ortiz 34 min 6 s 61                                                                        | Jhoselyn Camargo 34 min 9 s 54                                                                  |
| 20 000 m marche (piste) | Glenda Morejón 1 h 29 min 24 s 61 (CR, AR)                                                        | Érica de Sena 1 h 30 min 51 s 97 (NR)                                                             | Maritza Guamán 1 h 32 min 46 s 25                                                               |
| 110 m haies (Vent : +2,8 m/s) | Ketiley Batista 12 s 96                                                                           | Diana Bazalar 13 s 47                                                                             | Jenea McCammon 13 s 63                                                                          |
| 400 m haies | Melissa González 55 s 68 (NR)                                                                     | Valeria Cabezas 57 s 56                                                                           | Chayenne da Silva 57 s 78                                                                       |
| 3 000 m steeple | Tatiane Raquel da Silva 9 min 38 s 71                                                             | Simone Ferraz 9 min 45 s 15                                                                       | Belén Casetta 9 min 45 s 79                                                                     |
| 4 × 100 m | Brésil Aurora Vida Ana Cláudia Lemos Ana Azevedo Micaela de Mello 44 s 91                         | Colombie Valeria Cabezas Shary Vallecilla Gregoria Gómez Natalia Linares 45 s 61                  | Équateur Ginger Quintero Katherine Chillambo Nicol Caicedo Marizol Landázuri 45 s 66            |
| 4 × 400 m | Colombie Angie Melissa Palacios Rosangélica Escobar Melissa González Evelis Aguilar 3 min 31 s 04 | Chili Stephanie Saavedra María José Echeverría María Fernanda Mackenna Martina Weil 3 min 34 s 89 | Brésil Tábata de Carvalho Flávia de Lima Maria Victoria de Sena Chayenne da Silva 3 min 36 s 40 |
| Saut en hauteur | Jennifer Rodríguez 1,89 m                                                                         | Valdileia Martins 1,86 m                                                                          | Joice Micolta 1,83 m (NR)                                                                       |
| Saut à la perche | Stefanny Castillo 4,30 m (NR)                                                                     | Isabel Demarco 4,00 m                                                                             | Alejandra Arévalo 4,00 m                                                                        |
| Saut en longueur | Letícia Melo 6,63 m                                                                               | Eliane Martins 6,57 m                                                                             | Natalie Aranda 6,34 m                                                                           |
| Triple saut | Keila Costa 13,67 m                                                                               | Liuba Zaldivar 13,58 m                                                                            | Gabriele dos Santos 13,45 m                                                                     |
| Lancer du poids | Livia Avancini 17,34 m                                                                            | Ahymara Espinoza 16,95 m                                                                          | Ivana Gallardo 16,94 m                                                                          |
| Lancer du disque | Izabela da Silva 62,18 m                                                                          | Karen Gallardo 58,20 m                                                                            | Lidiane Cansian 54,39 m                                                                         |
| Lancer du marteau | Mariana Marcelino 66,16 m                                                                         | Mariana García 63,20 m                                                                            | Mayra Gaviria 62,46 m                                                                           |
| Lancer du javelot | Laila Ferrer e Silva 59,97 m                                                                      | María Lucelly Murillo 59,92 m                                                                     | Jucilene de Lima 59,65 m                                                                        |
| Heptathlon | Evelis Aguilar 6 165 pts (CR)                                                                     | Martha Araújo 5 866 pts                                                                           | Raiane Procópio 5 821 pts                                                                       |
| Records et Performances - AR : Record continental (area record) - CR : Record des championnats (championship record) - MR : Record du meeting (meet record) - NR : Record national (national record) - OR : Record olympique (olympic record) - PR : Record paralympique (paralympic record) - PB : Record personnel (personal best) - SB : Meilleure performance personnelle de la saison (season's best) - WL : Meilleure performance mondiale de l'année (world leader) - WJR : Record du monde junior (world junior record) - WR : Record du monde (world record) Circonstances et Conditions - DNF : N'a pas terminé (did not finish) - DNS : N'a pas pris le départ (did not start) - DQ : Disqualification (disqualification) - NM : Aucun essai valable enregistré (No Mark) - Q : Qualifié « directement » au prochain tour (ou à la prochaine compétition), lors d'une compétition majeure, grâce au classement ou à la réalisation des minima (automatic qualifier) - q : Qualifié au prochain tour (ou à la prochaine compétition), lors d'une compétition majeure, grâce au repêchage ou à la réalisation de l'une des meilleures performances parmi celles des « non qualifiés directement » (grâce au meilleur temps ou à la meilleure distance par exemple) (secondary qualifier) |                                                                                                   |                                                                                                   |                                                                                                 |

### Mixte
| Épreuves        | Or                                                                                       | Argent                                                                                   | Bronze                                                                               |
| --------------- | ---------------------------------------------------------------------------------------- | ---------------------------------------------------------------------------------------- | ------------------------------------------------------------------------------------ |
| 4 × 400 m mixte | Colombie Raúl Mena Angie Melissa Palacios Jennifer Padilla Nicolás Salinas 3 min 21 s 38 | Argentine Leandro Paris María Ayelén Diogo Noelia Martínez Elián Larregina 3 min 23 s 77 | Équateur Anderson Colorado Virginia Villalba Evelyn Mercado Alan Minda 3 min 27 s 97 |

## Tableau des médailles[1]
| Rang | Nation    | Or | Argent | Bronze | Total |
| ---- | --------- | -- | ------ | ------ | ----- |
| 1    | Brésil    | 26 | 11     | 12     | 49    |
| 2    | Colombie  | 8  | 13     | 3      | 24    |
| 3    | Venezuela | 4  | 2      | 3      | 9     |
| 4    | Équateur  | 3  | 5      | 8      | 16    |
| 5    | Chili     | 2  | 5      | 1      | 8     |
| 6    | Argentine | 1  | 4      | 6      | 11    |
| 7    | Uruguay   | 1  | 3      | 3      | 7     |
| 8    | Guyana    | 0  | 1      | 4      | 5     |
| 9    | Pérou     | 0  | 1      | 3      | 4     |
| 10   | Bolivie   | 0  | 0      | 1      | 1     |
| 10   | Panama    | 0  | 0      | 1      | 1     |
| 10   | Suriname  | 0  | 0      | 1      | 1     |